# Lacourt-Saint-Pierre
Lacourt-Saint-Pierre település Franciaországban, Tarn-et-Garonne megyében. Lakosainak száma 1265 fő (2022. január 1.). Lacourt-Saint-Pierre Bressols, Escatalens, Montauban, Montbeton és Montech községekkel határos.

## Népesség
A település népességének változása:
| Lakosok száma | 1152 | 1145 | 1188 | 1201 | 1225 | 1239 | 1261 | 1275 | 1265 |
|               | 2013 | 2015 | 2016 | 2017 | 2018 | 2019 | 2020 | 2021 | 2022 |